# ثمرة لبية

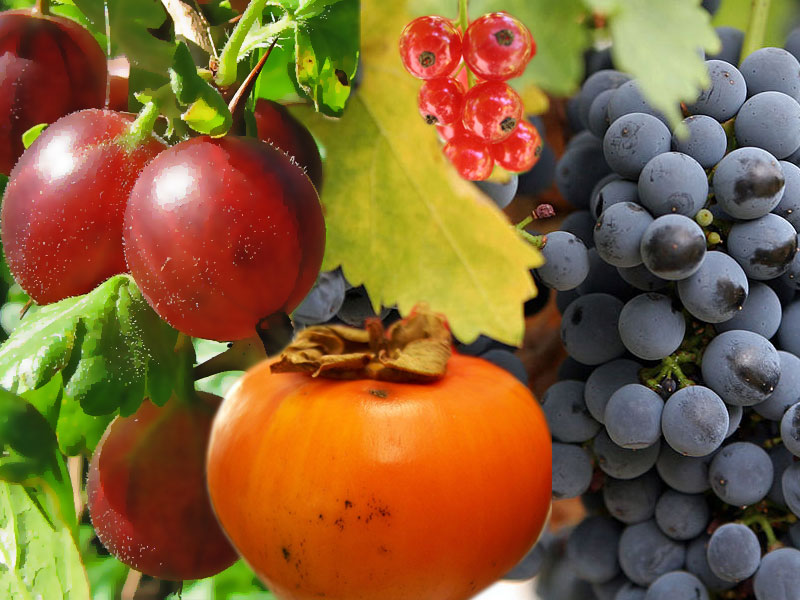
أربعة أصناف من الثمار وهي (مع عقارب الساعة): عنب، كاكي، كشمش شائك وكشمش أحمر

الثمرة اللبيّة أو العنبة أو العَوزَة أو التوت الحقيقي (بالإنجليزية: True berry)‏ في علم النبات هي نمط من أنماط الثمرة، وهي ثمرة بسيطة تحوي بذورًا بداخلها. من أمثلتها البندورة والعنب والكيوي والبابايا والكاكي والجوافة والباذنجان. للثمرة اللبيّة محتوى كبير من اللّب، تنتج من مبيض واحد أو عدة مبايض (مثل حالة البندورة والرمان) وتكون قشرتها الخارجية رقيقة.
الثمرة اللبيّة أو التوت الحقيقي هنا بالمعنى العلمي مختلفة عن المعنى الإنكليزي المتداول لكلمة (بالإنجليزية: Berry)‏، فثمار توت العليق ليست عوزات بل ثمار مركبة مؤلفة من مجموعة من الحسلات.

## طالع أيضًا
- قائمة الفواكه
- الحسلة

## وصلات خارجية
- The National Council for the Conservation of Plants and Gardens – Description of berries
- Encarta.msn.com نسخة محفوظة 28 أكتوبر 2009 على موقع واي باك مشين. – Differentiation between true berries, pepos, and hesperidia
- United States National Berry Crops Initiative
- Berry Health Benefits Network – Scientists working on the health properties of berries